# O (латиниця)
O — 15-а літера латинського алфавіту, у більшості мов називається «о». Виглядає так само, як буква О у кирилиці.

## Способи кодування
В Юнікоді велика O кодується як U+004F, а мала o — U+006F.
Код ASCII для великої O — 79, для малої o — 111; або у двійковій системі 01001111 та 01101111, відповідно.
Код EBCDIC для великої O — 214, для малої o — 150.
NCR код HTML та XML — O та o для великої та малої літер відповідно..
| Фонетичний алфавіт НАТО   | Фонетичний алфавіт НАТО | код Морзе                      | код Морзе    |
| Oscar                     | Oscar                   | –––                            | –––          |
|                           |                         |                                | ⠕            |
| Морський прапорний сигнал | Семафорна абетка        | Американська мова жестів (ASL) | Шрифт Брайля |